# Spooner Bay
Die Spooner Bay ist eine 10 km breite Bucht an der Küste des ostantarktischen Enderbylands. Sie liegt 20 km östlich der Freeth Bay in der Alaschejewbucht. In sie hinein mündet unter anderen der Assender-Gletscher.
Kartografisch erfasst wurde sie anhand von Luftaufnahmen, die 1956 im Rahmen der Australian National Antarctic Research Expeditions (ANARE) entstanden. Bei der Forschungsfahrt der Thala Dan im Rahmen derselben Expeditionsreihe statteten die Teilnehmer im Februar 1961 der Bucht einen Besuch ab. Namensgeber ist der australische Politiker William Henry Spooner (1897–1966), damaliger Minister für nationale Entwicklung in Australien.